# Willy De Bruyn
Willem Maurits De Bruyn (4 de agosto de 1914 - 13 de agosto de 1989), fue un ciclista belga que se convirtió en campeona mundial femenina no oficial en 1934 y 1936, antes de su salida del armario como hombre trans.

## Biografía
De Bruyn nació en 1914 en Erembodegem, Flandes Oriental, Bélgica, con órganos sexuales masculinos y femeninos. Fue inscrito oficialmente como hija de sus padres y criado como una niña, pero pronto fue considerablemente más alto y más fuerte que otras niñas de su edad, y a la edad de catorce años se dio cuenta de que no era como las demás niñas. Esto lo molestó y perturbó profundamente, llegando incluso a considerar el suicidio.
A partir de 1928, después de terminar sus estudios, empezó a trabajar en una empresa tabacalera, pero unos meses más tarde empezó a trabajar en la cafetería de sus padres. Por las noches, leía en secreto sobre su condición, no sólo en la literatura médica de, por ejemplo, Magnus Hirschfeld, sino también en estudios mitológicos y antropológicos. Finalmente se convenció de que era hermafrodita.De Weerdt, Denise. «elvire/willy de bruyn: een aanzet tot verder onderzoek» (en alemán). Consultado el 21 de abril de 2024.</ref>
Comenzó a andar en bicicleta en 1932. En 1933, ganó el Campeonato de Europa femenino en Aalst, Bélgica. En 1934 ganó el Campeonato de Bélgica en Lovaina y el Campeonato del Mundo en Schaerbeek, ante unos 100.000 espectadores. Para entonces era la mayor estrella belga del ciclismo femenino.
Sin embargo se sentía cada vez más incómodo corriendo y ganando contra mujeres, cuando "se había sentido un hombre, nunca una mujer". Continuó corriendo para ganar dinero, pero deliberadamente terminó en segundo o tercer puesto en lugar de ganar. Conoció a Zdeněk Koubek, un atleta checo que después de haber sido campeón de atletismo femenino había transicionado y pasado a identificarse como un hombre.
En 1936, abandonó su anterior nombre femenino y empezó a vivir como un hombre llamado Willy. Pero como oficialmente todavía estaba registrado como una mujer llamado Elvire, tuvo problemas repetidamente y perdió trabajos que no se consideraban aceptables para las mujeres, como trabajar en la cocina de un hotel.
En 1937, después de ser operado en París, se había convertido oficialmente en Willy de Bruijn, y su historia fue contada en cuatro artículos titulados "Cómo me convertí en hombre" en el periódico De Dag en abril de 1937. Continuó con el ciclismo, pero sin mucho éxito. Abrió un pub en Bruselas, el "Café Denderleeuw", donde se presentó como "Willy ex Elvira de Bruyn" y "Elvira de Bruyn, campeona del mundo de ciclismo femenino, se convirtió en hombre en 1937".
En 1965, Willy de Bruijn vendía oliebollen en el pueblo belga en la Feria Mundial de Nueva York.
Willy falleció en 1989 en Amberes.

## Resultados principales
- 1932: Campeonato de Bélgica
- 27 de agosto de 1933: Campeonato de Europa, Aalst
- 4 de agosto de 1934: Campeonato de Bélgica, Lovaina
- 1934: Campeonato del Mundo, Schaerbeek
- 1934: Prueba de velocidad en el campeonato de pista, Amberes

## Homenajes
Una calle recibió su nombre en Bruselas en julio de 2019. El 4 de agosto de 2023, Google celebró el 109 cumpleaños de Willy De Bruyn con un doodle.